# Malasseziomycetes
Malasseziomycetes Denchev & T. Denchev – wyróżniana w niektórych systemach klasyfikacyjnych klasa podstawczaków (Basidiomycota).

## Systematyka
Klasę tę utworzył w 2014 r. Teodor Tsvetomirov Denchev i jest ona wyróżniana w klasyfikacji według Index Fungorum. Jest to takson monotypowy:
- podklasa incertae sedis
  - rząd Malasseziales R.T. Moore 1980
    - rodzina Malasseziaceae Denchev & R.T. Moore 2009
      - rodzaj: Malassezia Baill. 1889[2].